# Thomas Stone
Pour les articles homonymes, voir Stone.
Thomas Stone, né en 1743 dans le comté de Charles et mort le 5 octobre 1787 à Alexandria, est un agriculteur et homme politique américain. 
Il est l'un des signataires de la Déclaration d'indépendance des États-Unis et c'est à ce titre que son ancien domicile est classé site historique national sous le nom de Thomas Stone National Historic Site.